# Menneval
Pour les articles homonymes, voir Claude François Menneval et Menneval (Nouveau-Brunswick).
Menneval est une commune française située dans le département de l'Eure, en région Normandie.

## Géographie

### Localisation
Menneval est située à la limite entre les régions naturelles du Lieuvin et du pays d'Ouche.
Elle occupe l'extrémité d'un vaste plateau entaillé par la vallée de la Charentonne.
Le centre originel groupé autour de l'église est situé à la limite de la forêt. Il contribue à créer avec la vallée un site remarquablement préservé.
Menneval est traversée par deux axes de communication majeurs : la RN 2138 et la RD 133.
Géographiquement, Menneval fait partie de l'unité urbaine de Bernay ; administrativement, elle est incluse dans le canton de Bernay-Est.
| Courbépine | Valailles | Saint-Léger-de-Rôtes |
|            | Menneval  | Fontaine-l'Abbé      |
| Bernay     |           |                      |

### Hydrographie
La commune est située dans le bassin Seine-Normandie. Elle est drainée par la Charentonne, un bras de la Charentonne et divers autres petits cours d'eau,.
La Charentonne, d'une longueur de 63 km, prend sa source dans la commune de Saint-Evroult-Notre-Dame-du-Bois et se jette  dans la Risle à Nassandres sur Risle, après avoir traversé 16 communes.

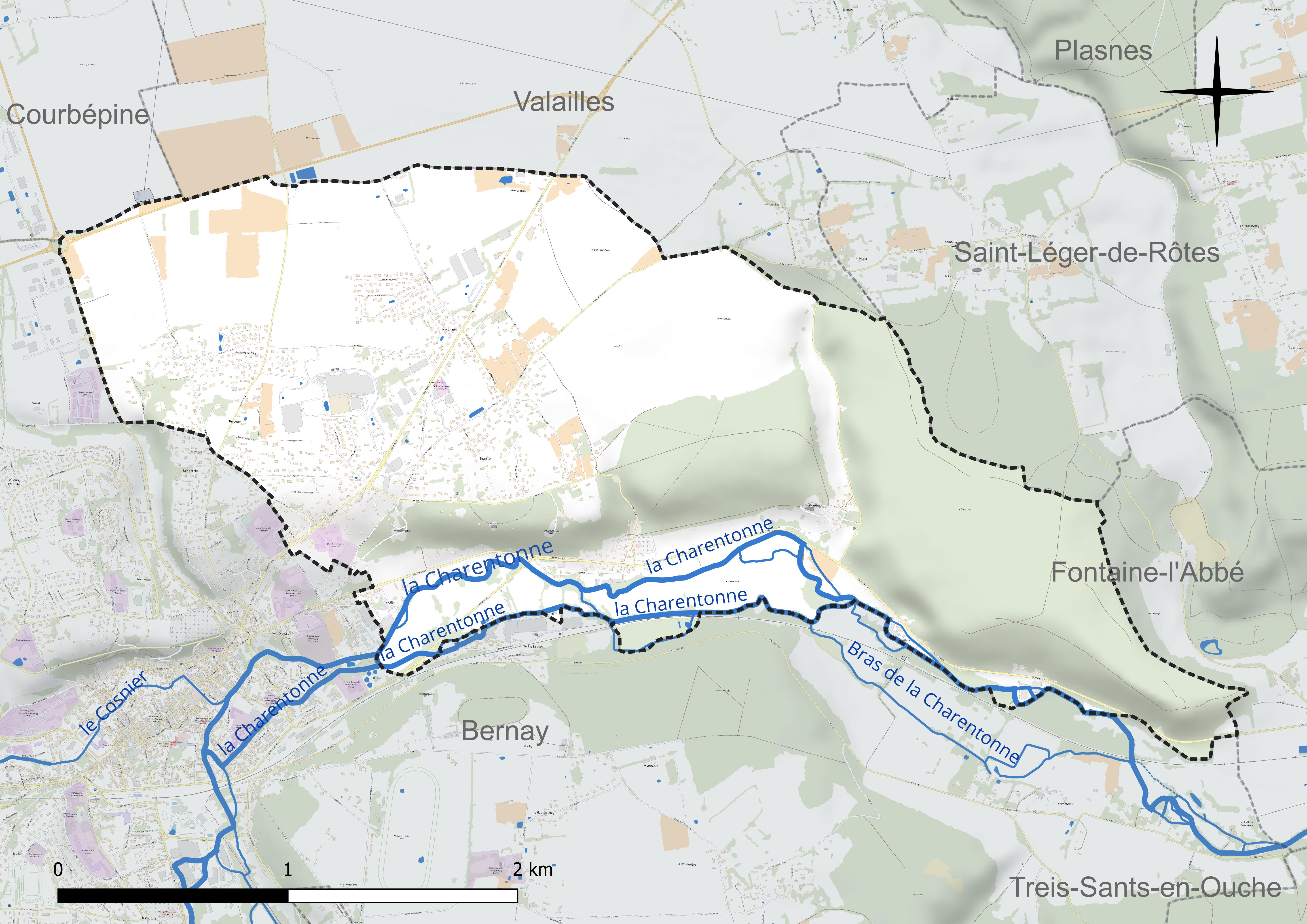
Réseau hydrographique de Menneval.

### Climat
Le climat qui caractérise la commune est qualifié, en 2010, de « climat océanique dégradé des plaines du Centre et du Nord », selon la typologie des climats de la France qui compte alors huit grands types de climats en métropole. En 2020, la commune ressort du type « climat océanique altéré » dans la classification établie par Météo-France, qui ne compte désormais, en première approche, que cinq grands types de climats en métropole. Il s’agit d’une zone de transition entre le climat océanique, le climat de montagne et le climat semi-continental. Les écarts de température entre hiver et été augmentent avec l'éloignement de la mer. La pluviométrie est plus faible qu'en bord de mer, sauf aux abords des reliefs.
Les paramètres climatiques qui ont permis d’établir la typologie de 2010 comportent six variables pour les températures et huit pour les précipitations, dont les valeurs correspondent à la normale 1971-2000. Les sept principales variables caractérisant la commune sont présentées dans l'encadré ci-après.
| Paramètres climatiques communaux sur la période 1971-2000 - Moyenne annuelle de température : 10,4 °C - Nombre de jours avec une température inférieure à −5 °C : 3,5 j - Nombre de jours avec une température supérieure à 30 °C : 2,9 j - Amplitude thermique annuelle : 13,7 °C - Cumuls annuels de précipitation : 771 mm - Nombre de jours de précipitation en janvier : 12,4 j - Nombre de jours de précipitation en juillet : 8,2 j |

Avec le changement climatique, ces variables ont évolué. Une étude réalisée en 2014 par la Direction générale de l'Énergie et du Climat complétée par des études régionales prévoit en effet que la  température moyenne devrait croître et la pluviométrie moyenne baisser, avec toutefois de fortes variations régionales. La station météorologique de Météo-France installée sur la commune et mise en service en 1962 permet de connaître l'évolution des indicateurs météorologiques. Le tableau détaillé pour la période 1981-2010 est présenté ci-après.
| Mois                                  | jan.             | fév.            | mars             | avril           | mai             | juin            | jui.          | août          | sep.          | oct.          | nov.            | déc.             | année      |
| ------------------------------------- | ---------------- | --------------- | ---------------- | --------------- | --------------- | --------------- | ------------- | ------------- | ------------- | ------------- | --------------- | ---------------- | ---------- |
| Température minimale moyenne (°C)     | 1                | 0,6             | 2,5              | 3,7             | 7,2             | 9,9             | 12,1          | 11,8          | 9,1           | 6,9           | 3,6             | 1,5              | 5,9        |
| Température moyenne (°C)              | 4                | 4,4             | 7,2              | 9,4             | 12,9            | 15,7            | 18            | 17,9          | 14,9          | 11,3          | 7               | 4,4              | 10,6       |
| Température maximale moyenne (°C)     | 7                | 8,2             | 11,8             | 15              | 18,6            | 21,6            | 24            | 24            | 20,6          | 15,8          | 10,5            | 7,2              | 15,4       |
| Record de froid (°C) date du record   | −20,5 08.01.1985 | −15,5 12.02.12  | −14,5 07.03.1971 | −4,5 12.04.1986 | −2,2 03.05.1967 | −0,4 05.06.1991 | 4 04.07.1968  | 2 28.08.1974  | −1 23.09.1979 | −6 31.10.1997 | −9,5 24.11.1998 | −13,5 31.12.1970 | −20,5 1985 |
| Record de chaleur (°C) date du record | 16,5 27.01.03    | 21,5 14.02.1998 | 25 30.03.17      | 29,5 30.04.05   | 31,5 27.05.05   | 36 27.06.1976   | 37,5 01.07.15 | 38,5 11.08.03 | 34,5 13.09.16 | 29,5 01.10.11 | 24 01.11.15     | 17,5 19.12.15    | 38,5 2003  |
| Précipitations (mm)                   | 74,4             | 60,3            | 63,9             | 56,8            | 60,1            | 60,2            | 55,4          | 50            | 66,7          | 75,1          | 71,6            | 86,3             | 780,8      |

## Urbanisme

### Typologie
Au 1er janvier 2024, Menneval est catégorisée petite ville, selon la nouvelle grille communale de densité à 7 niveaux définie par l'Insee en 2022.
Elle appartient à l'unité urbaine de Bernay, une agglomération intra-départementale dont elle est une commune de la banlieue,. Par ailleurs la commune fait partie de l'aire d'attraction de Bernay, dont elle est une commune du pôle principal,. Cette aire, qui regroupe 36 communes, est catégorisée dans les aires de moins de 50 000 habitants,.

### Occupation des sols
L'occupation des sols de la commune, telle qu'elle ressort de la base de données européenne d’occupation biophysique des sols Corine Land Cover (CLC), est marquée par l'importance des territoires agricoles (40,5 % en 2018), en diminution par rapport à 1990 (48,8 %). La répartition détaillée en 2018 est la suivante : 
forêts (30,3 %), terres arables (27,7 %), zones urbanisées (18,7 %), prairies (12,9 %), zones industrielles ou commerciales et réseaux de communication (10,4 %). L'évolution de l’occupation des sols de la commune et de ses infrastructures peut être observée sur les différentes représentations cartographiques du territoire : la carte de Cassini (XVIIIe siècle), la carte d'état-major (1820-1866) et les cartes ou photos aériennes de l'IGN pour la période actuelle (1950 à aujourd'hui).

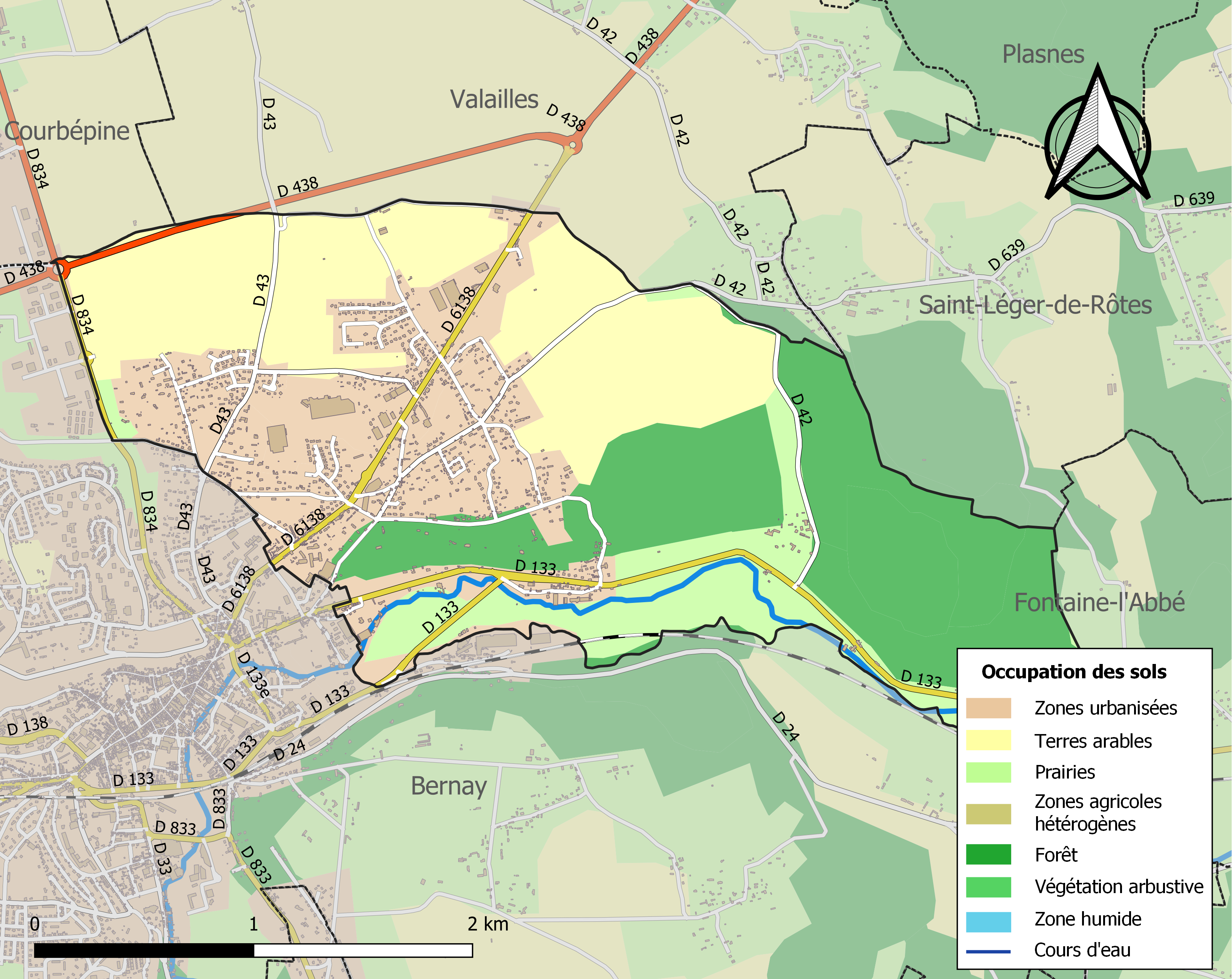
Carte des infrastructures et de l'occupation des sols de la commune en 2018 (CLC).

## Toponymie
Le nom de la localité est attesté en tant que Manneval vers l'an 1000 (dotalit. de Judith, Fauroux 11), Maneval en 1205 (archives départementales de l'Eure), Saint Pierre de Meneval en 1450 (aveu de l’abbé de Bernay), Manneval en 1828 (Louis Du Bois).
Il s'agit d'une formation médiévale en -val, précédé de l'ancien adjectif main(e) « grand(e) », terme issu du gallo-roman MAGNU (lui-même du latin magnus « grand »), d'où le sens global de « grande vallée » ou de « grand vallon ». En Normandie, la forme prise par MAGNU en toponymie est le plus souvent Manne- (cf. les Manneville et la Manneporte à Étretat), dans le Sud de l'Eure, une mutation ultérieure a affecté cet élément, d'où les Mandeville. On note que l'adjectif roman maine est utilisé au féminin, en effet, -val pouvait être féminin en ancien français, comme en témoignent Laval, Bonneval ou Parfondeval (val profond).

## Histoire
Sous le règne de Richard II, premier des chefs de la Normandie à s'intituler duc, un document qui se rapporte à un don par Judith de Bretagne (982-1017) à Notre-Dame de Bernay mentionne « Manneval ». Sous le règne de Louis IX, le commerce et l'industrie se développèrent beaucoup à Menneval où furent créées des fabriques d'étoffes et de laine. Menneval était un centre drapier réputé dans toute la France.
Au XIVe siècle, après la mort de Mathieu de Varennes, la famille de Bréauté accède à la possession du village par mariage. Roger III de Bréauté, seigneur de Néville et de Menneval, châtelain de Bernay, était chambellan de Charles VI (1368-1422) et de Charles VII (1403-1461). Le siège d'Harfleur le mit en difficulté financière, puisqu'il dut payer une rançon aux Anglais. Aussi dut-il vendre Menneval en 1413, ses possessions à Bernay et dans d'autres villes de la région, au comte Jean VII d'Harcourt. Il se réserva cependant le droit de rachat. Deux ans plus tard, le roi clama la terre sur la vente : Menneval faisait partie du domaine royal. Henry V (1387-1422) s'appropria Menneval par son invasion de la Normandie.
En 1548, Adrien de Bréauté vendit son droit de rachat au sieur de Mainteterne, dont la famille conserva Menneval au XVIIIe siècle. Henri II (1519-1559) racheta Menneval.
En 1648, Claude d'Erneville était seigneur de Menneval. Le propriétaire suivant, Louis-Jacques Grossin de Bouville (1759-1838), vécut dans son château de Rouen et donna Menneval à sa sœur, qui avait épousé en 1781 Pierre-Alexandre Dauger. Dauger était à l'époque de la Restauration président du conseil général de l'Eure.
Avant la Révolution française, Menneval était le siège d'une cour seigneuriale qui avait le droit de haute justice et pouvait décréter la peine de mort. En 1793, Menneval reçut, dans le sillage de la Révolution française, le statut de municipalité et, en 1801, le droit à l'autonomie locale.

## Politique et administration
| Période                                  | Période  | Identité                         | Étiquette | Qualité                     |
| ---------------------------------------- | -------- | -------------------------------- | --------- | --------------------------- |
| 1813                                     | 1830     | Alexandre Louis Frédéric Dauger  |           |                             |
| 1831                                     | 1832     | F. Grimoult                      |           |                             |
| 1833                                     | 1848     | M. Isabelle                      |           |                             |
| 1848                                     | 1852     | François Bernays                 |           |                             |
| 1853                                     | 1853     | Pierre Victorien Lottin de Laval |           |                             |
| 1854                                     | 1862     | M. Isabelle                      |           |                             |
| 1862                                     | 1880?    | François Bernays                 |           |                             |
| 1889?                                    | 1921?    | Jean, comte Dauger               |           |                             |
| 1930?                                    | 1940?    | J.V. Schneider                   |           |                             |
| 1947                                     |          | Albert Monjour                   |           |                             |
| 1965                                     | 1983     | Philippe Dauger                  |           |                             |
| mars 2001                                | En cours | Françoise Canu                   | DVG       | Retraitée Fonction publique |
| Les données manquantes sont à compléter. |          |                                  |           |                             |

## Démographie
L'évolution du nombre d'habitants est connue à travers les recensements de la population effectués dans la commune depuis 1793. Pour les communes de moins de 10 000 habitants, une enquête de recensement portant sur toute la population est réalisée tous les cinq ans, les populations de référence des années intermédiaires étant quant à elles estimées par interpolation ou extrapolation. Pour la commune, le premier recensement exhaustif entrant dans le cadre du nouveau dispositif a été réalisé en 2008.

En 2022, la commune comptait 1 532 habitants, en évolution de +9,43 % par rapport à 2016 (Eure : −0,25 %, France hors Mayotte : +2,11 %).
| 1793 | 1800 | 1806 | 1821 | 1831 | 1836 | 1841 | 1846 | 1851 |
| ---- | ---- | ---- | ---- | ---- | ---- | ---- | ---- | ---- |
| 367  | 509  | 616  | 521  | 609  | 579  | 599  | 675  | 671  |

| 1856 | 1861 | 1866 | 1872 | 1876 | 1881 | 1886 | 1891 | 1896 |
| ---- | ---- | ---- | ---- | ---- | ---- | ---- | ---- | ---- |
| 801  | 790  | 852  | 831  | 815  | 706  | 689  | 870  | 840  |

| 1901 | 1906 | 1911 | 1921 | 1926 | 1931 | 1936 | 1946 | 1954 |
| ---- | ---- | ---- | ---- | ---- | ---- | ---- | ---- | ---- |
| 841  | 769  | 838  | 801  | 729  | 714  | 724  | 796  | 864  |

| 1962 | 1968  | 1975  | 1982  | 1990  | 1999  | 2006  | 2008  | 2013  |
| ---- | ----- | ----- | ----- | ----- | ----- | ----- | ----- | ----- |
| 963  | 1 073 | 1 135 | 1 325 | 1 338 | 1 322 | 1 413 | 1 433 | 1 394 |

| 2018  | 2022  | - | - | - | - | - | - | - |
| ----- | ----- | - | - | - | - | - | - | - |
| 1 460 | 1 532 | - | - | - | - | - | - | - |

## Culture locale et patrimoine

### Lieux et monuments
Cinq châteaux furent édifiés à Menneval (Menneval, Mont du Gord, Montval…).
L'église Saint-Pierre fait l’objet d'une inscription au titre des monuments historiques depuis 1927.

#### Château de Menneval
Le château actuel fut construit sur une terrasse dominant la vallée de la Charentonne vers 1660 par la famille de Mainteterne. En 1711, il est acquis par Louis Grossin de Saint-Thurien et échoit, par alliance, en 1781, au comte Pierre-Alexandre Dauger qui le mit au goût du jour.
En 1820, il est agrandi avec la construction d'une troisième aile et d'un grand corps de dépendances. Remanié vers 1860, il est pourvu d'une chapelle néogothique. Le comte Aldonce Dauger fut l'un des premiers à pratiquer l'élevage de pur-sang en Normandie. L'architecte Henri Jacquelin (1872-1940) est attributaire du réaménagement des pièces de réception.

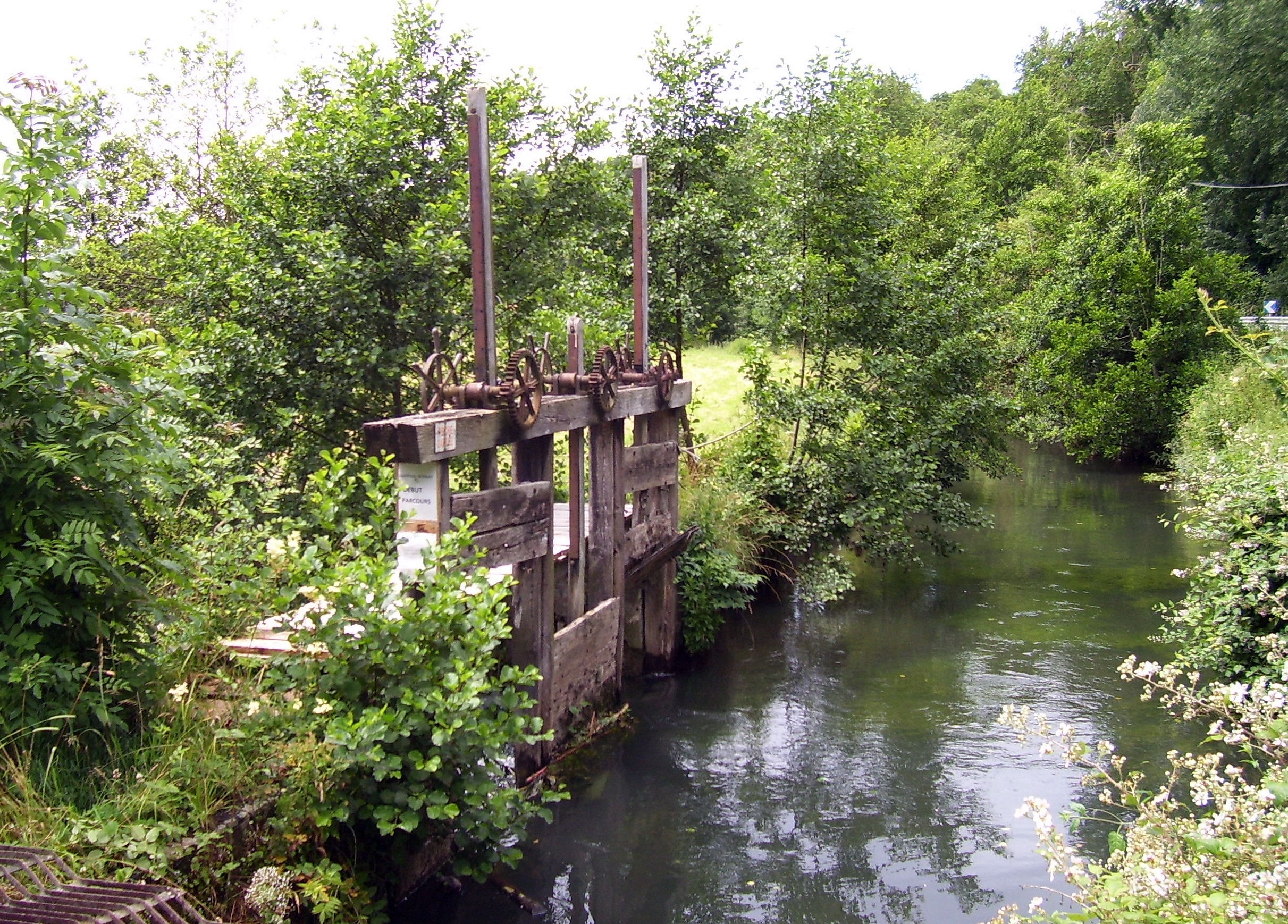
Barrage sur la Charentonne.
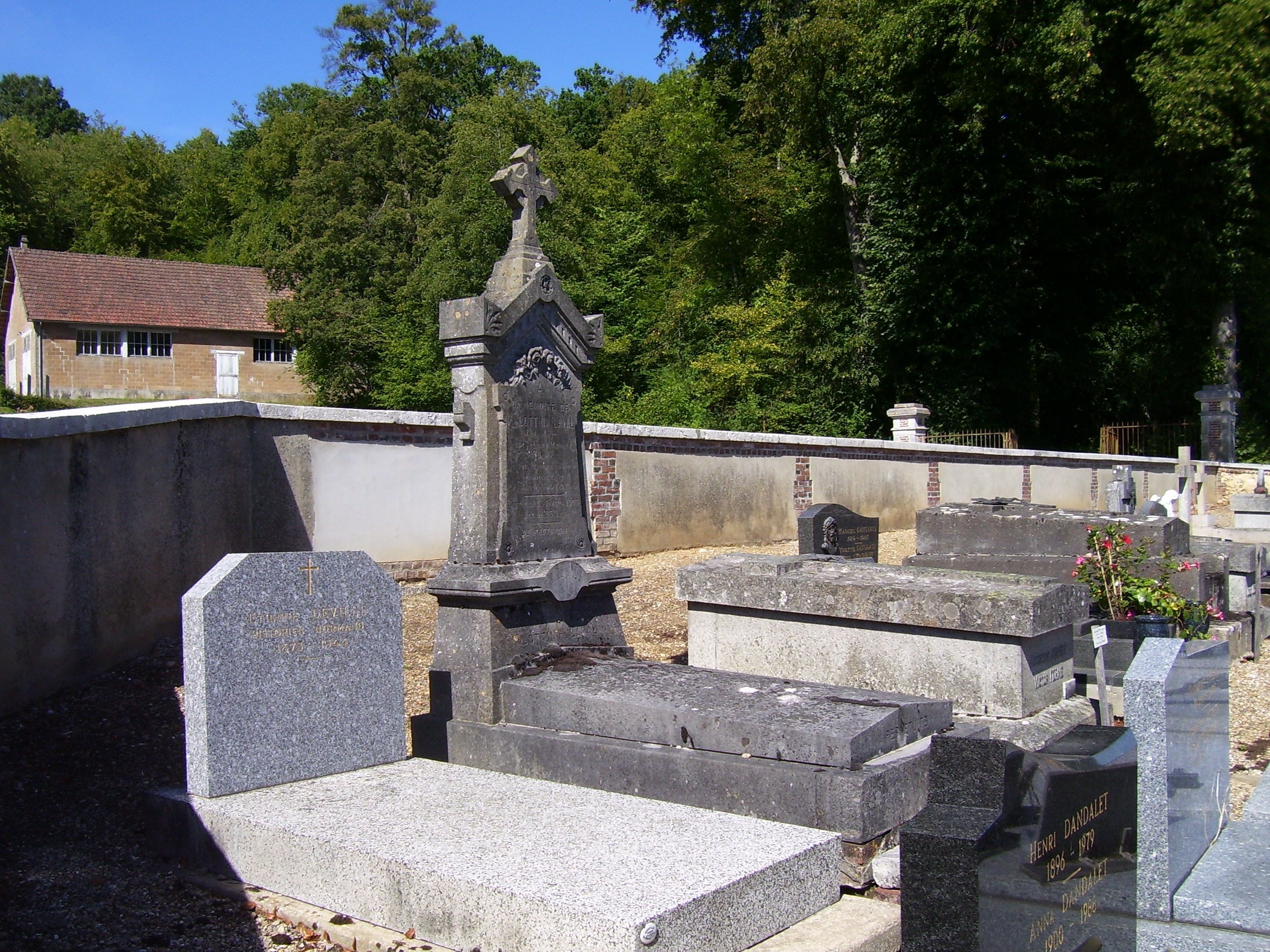
Cimetière.

### Héraldique
|  | Les armoiries de Menneval se blasonnent ainsi : Écartelé au 1) de gueules aux trois roses au naturel tigées et feuillées d’une pièce à dextre d'or, au 2) d'or à l'église du lieu soudée d'argent essorée ouverte et ajourée de sable, au 3) d'or à la roue de moulin à eau dans des ondes alésées, le tout d'azur, au 4) de gueules aux trois trèfles d'or mal ordonnés. |

## Personnalités liées à la commune
- Gabriel Du Moulin[33] (1575?-1660), historien, prêtre. Natif de Bernay et maître ès arts de l'université de Caen, il est ordonné prêtre en 1604. Il est curé de la commune (anciennement Maneval) et vicaire général du diocèse de Lisieux. Auteur d'une « Histoire générale de Normandie… » (Rouen, 1631) et de « Les Conquestes et trophées des Norman-François aux royaumes de Naples et de Sicile... et autres principautez d'Italie et d'Orient… » (Rouen, 1658).
- Pierre-Victorien Lottin (1810-1903), peintre orientaliste et archéologue, y a vécu de 1852 à sa mort.